# Toon Mans
Anthonie (Toon) Mans (Hellevoetsluis, 1 december 1965) is een Nederlands VVD-politicus en bestuurder. Sinds 1 juni 2023 is hij voorzitter van het college van bestuur van Stichting TWijs.

## Biografie
Mans groeide op in Brielle. Hij studeerde van 1985 tot 1988 facilitair management aan de Katholieke Hogere Hotelschool Maastricht. In het studiejaar 1985-1986 was hij voorzitter van studentenvereniging Amphitryon in Maastricht. Na zijn militaire dienst van 1988 tot 1990 studeerde hij van 1990 tot 1993 bestuurskunde aan de Universiteit van Amsterdam.
Mans was van 1993 tot 2002 projectmanager bij Sodexho Alliance. Van 2000 tot 2003 was hij wethouder van Brielle. Op 1 maart 2003 werd hij burgemeester van Hillegom. Hij was ook coördinator voor het informatiepunt Polen namens de gemeenten in de Duin- en Bollenstreek. Vanaf 1 september 2011 was hij burgemeester van Castricum.
Mans ging na de gemeenteraadsverkiezingen van 2022 aan de slag in Noordwijk als informateur voor de vorming van een nieuw college. Hij kwam met een advies om een coalitie te vormen van VVD, CDA, Partij voor de Inwoners, NZLokaal en de Progressieve Combinatie.
Mans is sinds 1 januari 2023 voorzitter van de raad van toezicht van HOZO in Hillegom. Op 11 mei dat jaar nam hij afscheid als burgemeester van Castricum. Hij werd met ingang van 1 juni dat jaar voorzitter van het college van bestuur van Stichting TWijs, een onderwijsorganisatie met 31 scholen en ruim 7.300 kinderen in Haarlem en omstreken.